# Лампадиус, Вильгельм Август
Вильгельм Август Лампадиус (нем. Wilhelm August Lampadius; 8 августа 1772, Хелен, Брауншвейг-Вольфенбюттель, — 13 апреля 1842, Фрайберг, королевство Саксония) — немецкий знаток рудного дела, профессор химии и металлургии Фрайбергской горной академии.
Известен открытием сероуглерода, который он, не зная его состава, назвал серным алкоголем. Вводил газовое освещение в городах (в 1816 году близ Фрайберга основал первый немецкий газовый завод).